# Präsidentschaftswahl in Syrien 2021

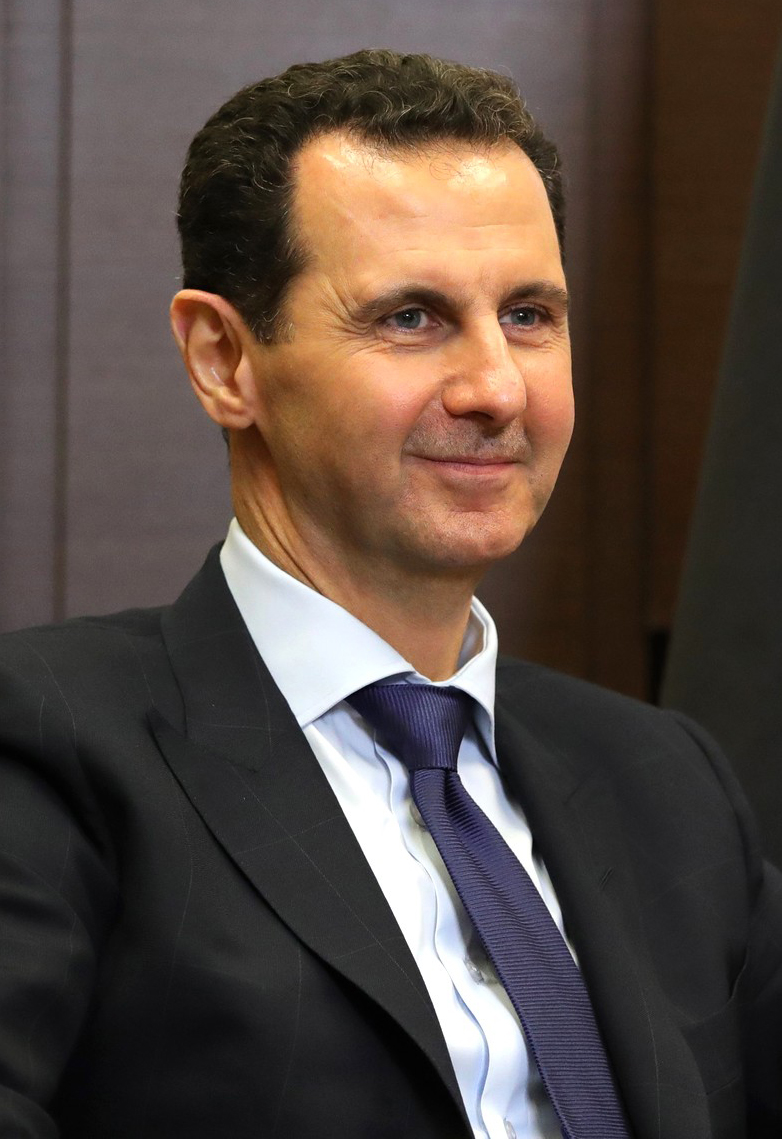
Der Machthaber Syriens: Baschar al-Assad beherrschte das Land zum Zeitpunkt der Wahl 2021 schon 21 Jahre lang

Präsidentschaftswahlen in Syrien fanden am 26. Mai 2021 während des seit 2011 andauernden Bürgerkriegs statt. Zur Wahl standen der amtierende Herrscher Baschar al-Assad (Baath), sowie die vom Regime zugelassenen Kandidaten der Blockparteien Abdullah Sallum Abdullah und Mahmoud Ahmad Marei. Die Abstimmung gilt als Scheinwahl, weil große Teile der Bevölkerung sowie die demokratische Opposition nicht teilnehmen konnten.
Baschar al-Assad wurde nach offiziellen Angaben mit 95,1 Prozent zum Präsidenten Syriens wiedergewählt.

## Hintergrund
Baschar al-Assad, 19. Präsident Syriens, beherrschte das Land zum Zeitpunkt der Wahl bereits seit 21 Jahren diktatorisch. Er hatte im Jahre 2000 die Macht übernommen, nachdem sein Vater Hafiz al-Assad gestorben war. Dieser hatte Syrien zuvor bereits 30 Jahre lang regiert. Bei den Scheinwahlen in den Jahren 2000 und 2007 erhielt er offiziellen Angaben zufolge jeweils 97,29 % bzw. 97,6 % der Stimmen.
Seit 2011 herrscht in Syrien ein Bürgerkrieg, der große Teile der Bevölkerung zur Flucht gezwungen hat. Insgesamt sind rund 6,6 Millionen Menschen aus dem Land geflohen. Zudem wurden sieben Millionen Syrer intern vertrieben, darunter 4,4 Millionen in von Rebellen kontrollierte Gebiete und zwei Millionen in die von Kurden regierten autonomen Gebiete.
Zuletzt war Assad am 16. Juli 2014 für eine weitere Amtszeit von sieben Jahren vereidigt worden, nachdem ihm eine weitere undemokratische Wahl 88,7 % der Stimmen einbrachte. Die Wahlen fanden auch damals schon nur in Gebieten statt, die von der syrischen Regierung kontrolliert wurden.
Die Abstimmung fand trotz einer Resolution des Sicherheitsrates der Vereinten Nationen von 2015 statt, in der vor den Wahlen eine neue Verfassung gefordert wird.
Beobachter vermuten, dass die Wahlen abgehalten worden seien, damit das Regime und deren Schutzmacht Russland den Krieg als gewonnen darstellen können, sowie um den Ruf des Landes bei der Arabischen Liga zu rehabilitieren und zu demonstrieren, dass Syrien ein sicheres Land für die Rückkehr von (regierungstreuen) Flüchtlingen sei.
Die Regierung hat in den Wochen vor der Wahl eine Reihe von Maßnahmen unternommen, um die öffentliche Meinung zu beeinflussen, darunter Versuche, die Inflation kurzzeitig zu senken, und die Ausweitung staatlicher Zuschüsse auf Staatsbedienstete in wirtschaftlich gebeutelten Gebieten. Eine offene und freie Wahlwerbung war nicht möglich. In allen Wahllokalen wurden Bilder von Assad aufgehängt.

### Wahlrecht
Gemäß der 2012 verabschiedeten Verfassung Syriens ist die Voraussetzung für das aktive Wahlrecht die Vollendung des achtzehnten Lebensjahres (Artikel 59). Auslandssyrer konnten in einigen ausländischen Botschaften bereits am 20. Mai wählen.
Im Mai 2021 kontrollierten die Regierungstruppen und ihre Verbündeten rund zwei Drittel des Bürgerkriegslandes. Nur in diesen Gebieten konnten syrische Wähler ihre Stimme abgeben. Die im Nordosten Syriens regierenden Kurden lehnten eine Teilnahme an der Wahl ab.

## Kandidaten
Kandidaten für das Amt des Präsidenten müssen formell folgende Voraussetzungen erfüllen:
- Alter von mindestens 40 Jahren
- zum Zeitpunkt der Kandidatur mindestens 10 Jahre ununterbrochen im syrischen Hoheitsgebiet ansässig
- im Besitz der syrischen Staatsangehörigkeit seit Geburt, ohne doppelte Staatsbürgerschaft
- im Besitz des Wahlrechts
- keine Verurteilung wegen eines „verabscheuungswürdigen Verbrechens“
- nicht mit einer ausländischen Person verheiratet
- Muslim.[17][18]

Am 3. Mai gab das Oberste Verfassungsgericht Syriens bekannt, dass nur drei Kandidaten zugelassen wurden – alle anderen Bewerber wurden mit der Begründung abgelehnt, dass sie nicht „die verfassungsrechtlichen und gesetzlichen Bedingungen“ erfüllen:
- Baschar al-Assad: Amtierender Präsident von Syrien und Kandidat der Arabisch-Sozialistischen Baath-Partei (Mitglied der NPF)[17]
- Mahmoud Ahmed Marei: Rechtsanwalt, Leiter der Arabischen Organisation für Menschenrechte und ehemaliger Generalsekretär der „Nationalen Front für die Befreiung Syriens“. Inoffizieller Kandidat der Arabischen Sozialistischen Union[20] (Mitglied des CNCD)[21]
- Abdullah Sallum Abdullah: Ehemaliger Staatsminister, ehemaliger Abgeordneter und Kandidat der Sozialistisch-Unionistischen Partei (Mitglied der NPF).[22]

## Ergebnis
Laut der staatlichen Nachrichtenagentur Syrian Arab News Agency (SANA) gab es 18.107.109 Wahlberechtigte. Zur Wahl gegangen seien 14.239.140 Wahlberechtigte (78,64 %). Diese verteilten sich nach den offiziellen Angaben folgendermaßen:
- 13.540.860 Stimmen (95,19 %) für Baschar al-Assad
- 470.276 Stimmen (3,31 %) für Mahmoud Ahmad Marei
- 213.968 Stimmen (1,50 %) für Abdullah Sallum Abdullah
- 14.036 Stimmen wurden für ungültig befunden.[3][24]

## Kritik und Sanktionen
Die syrische Opposition nannte die Wahl „unrechtmäßig“ und sprach von einer „Farce“. Hadi al-Bahra, Vizepräsident des Syrischen Nationalrats, kritisierte, dass – nicht zuletzt durch die Vertreibungen infolge des Krieges – fast nur regimetreue Syrer abstimmen konnten.
Die Vereinten Nationen kritisierten, dass die Scheinwahl dem syrischen Friedensprozess zuwiderlaufe. Länder wie die Vereinigten Staaten, Deutschland, Frankreich, Italien und Großbritannien bezeichneten die Präsidentenwahl als „weder frei noch fair“ und „betrügerisch“. Auch die Türkei hat schon vor der Wahl erklärt, dass die Wahlen nicht legitim sein könnten.
Die Europäische Union verlängerte ihre Sanktionen (Ölembargo, Export von Ausrüstung und Technologie, Beschränkungen für Investitionen und das Einfrieren von Guthaben der syrischen Zentralbank) gegen die Regierung Assad um ein weiteres Jahr, bis Juni 2022.